# Лаке и тешке дроге
Лаке и тешке дроге представља поделу психоактивних дрога. Ова разлика се прави како у незваничном говору, тако и у законодавству одређених држава. Појам тешке дроге се користи за дроге које стварају физичку зависност, док се појам лаке дроге користи за оне дроге које изазивају благу психолошку зависност или је не изазивају уопште.
Ова категоризација је често субјективна, друштвено и културно условљена за сваку дрогу. Зависно од контекста, одређена дрога се може категоризовати на више различитих начина.

## Тешке дроге
Примери тешких дрога су хероин, морфијум, кокаин и метамфетамин. Алкохол и никотин (дуван) се такође сврставају у тешке дроге због тога што изазивају зависност и опасне су по здравље. Дроге у овој групи се најчешће описују тиме што изазивају физичку зависност, постоји већа могућност предозирања, и носе бројне здравствене ризике, укључујући смрт.

## Лаке дроге
Примери лаких дрога су канабис, мескалин, псилоцибин и ЛСД. Појам лаких дрога се најчешће употребљава за индијску конопљу (марихуану или хашиш) јер није повезана са смртним случајевима, нити криминалом и насиљем међу корисницима, нити постоје докази да изазива физичку зависност. Ово разликовање лаких и тешких дрога је важно за политику дрога Холандије, где је узгајање и употреба конопље толерисана. Неке психоделичне дроге, попут псилоцибина и ЛСД-а се такође сматрају лаким дрогама јер не постоје докази да изазивају физичку зависност и скоро је немогуће предозирати се њима. Али постоје здравствени ризици везани за њихову употребу.

### Легалност
У свету су учестали захтеви за легализацију лаких дрога.
Аргументи у прилог би се могли свести на право човека да одређује своју судбину и тврдњу да забрана само гура ове наркомане у свет најопаснијег, организованог криминала. Могу се чути и аргументи типа: у већини земаља више људи страда због злоупотребе алкохола и дувана него они који живот окончају због дроге (Сигел и Сена 2007. године наводе податак да је у САД однос ових категорија 85.000 алкохол : 435.000 никотин : 17.000 наркотици). Ипак, ово је замена теза – говори се о легализацији наркотика, а не о евентуалној потреби да се ограничи или забрани коришћење других супстанци које изазивају зависност.
Још један аргумент је одлука неких лекарских удружења да се марихуана препише ради ублажавања болова неким болесницима. Амерички медицински институт, на пример, је утврдио да марихуана може бити примењена у медицини. Анкете јавног мњења у тој земљи показују да око 80% њених грађана сматра да би је требало третирати као лек када је препоручена од доктора.
Аргументи против су садржани у тврдњи да се скоро увек почиње са лаким дрогама, а завршава са тешким. Потреба за повећањем дозе због толеранције, једно је од правила наркоманске каријере (показали су случајеви Ирана и Тајланда где су наркотици јефтини и доступни грађанима. Прелазак на тешку дрогу није изузетак, већ чест случај. Наводе се такође аргументи и о броју наркомана (90-их година прошлог века само у Београду их је било регистровано 1.830, а у међувремену је њихов број значајно порастао према свим анализама), и њихових унесрећених породица, а има и гледишта да не постоје лаке и тешке дроге.
Што се тиче марихуане као лека, аргумент против је да чак и да у неким случајевима има такво дејство, то аутоматски не значи да би је требало легализовати јер и сада постоје лекови који нису у слободној продаји - не смеју бити доступни свима.
У Србији је уведено кажњавање за само поседовање наркотика чиме је законодавац решио да такве полемике пресече. Опредељено је задржавање досадашњег режима контроле лаких дрога.